# Herb Prudnika

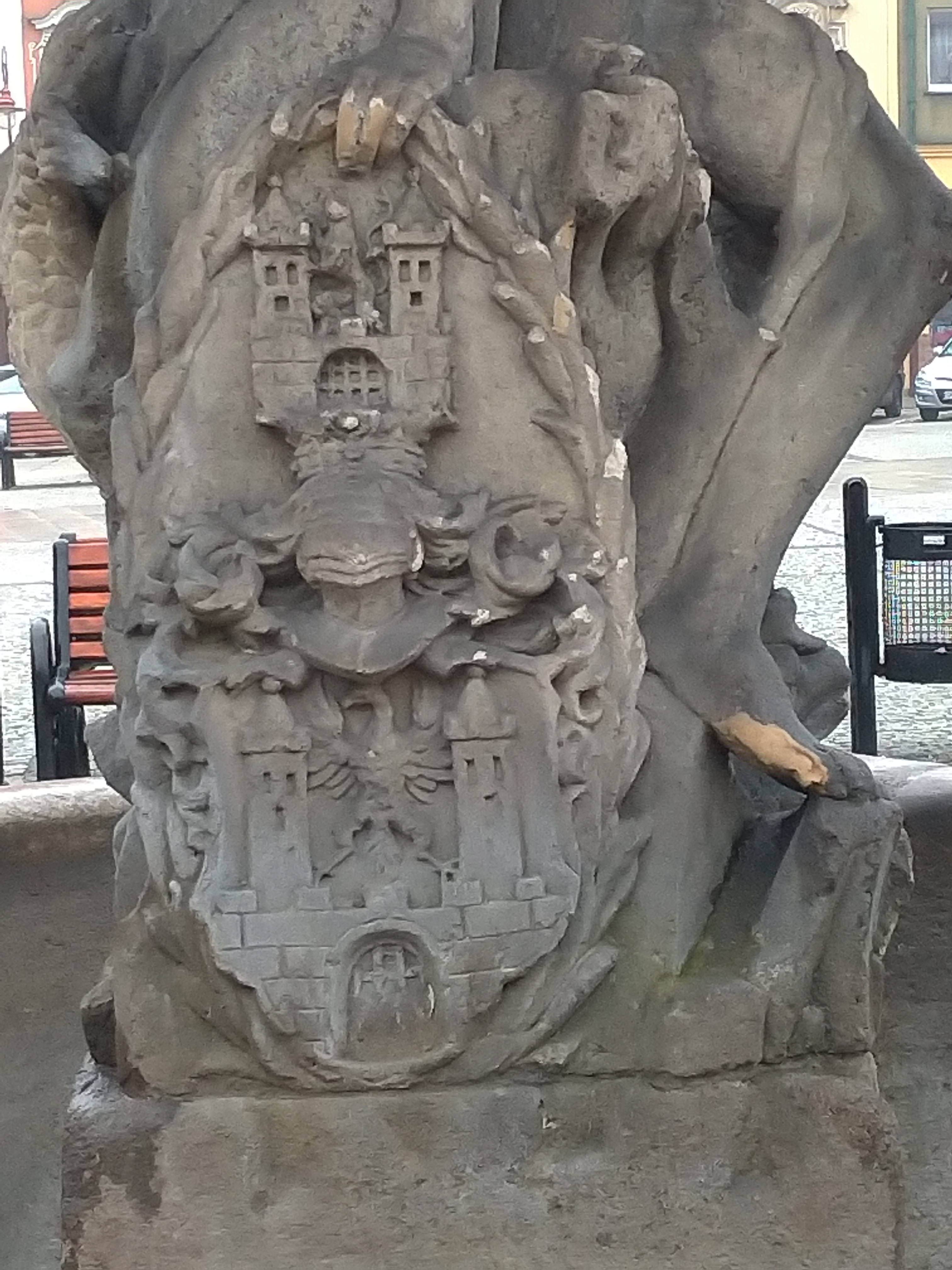
Wizerunek herbu Prudnika na fontannie barokowej na Rynku

Herb Prudnika – jeden z symboli miejskich Prudnika oraz gminy Prudnik w postaci herbu.

## Wygląd i symbolika
Herb Prudnik przedstawia czerwony mur z otwartą bramą i dwiema bocznymi wieżami o szpiczastych srebrnych dachach, między którymi znajduje się złoty, ukoronowany orzeł Piastów Śląskich, którzy władali miastem do XVI wieku, z głową skierowaną w (heraldycznie) prawą stronę. Powyżej znajduje się w pozycji frontalnej srebrny szyszak (hełm heraldyczny) z labrami oraz koroną królewską jako klejnot, a na niej powtórzony motyw murów z dwoma wieżami, pośrodku których umieszczony jest złoty lew czeski stojący na tylnych nogach, z otwartą paszczą, czerwonym językiem i podniesionym ogonem. Tarcza herbowa jest gotycka, w kolorze błękitnym.
Herb Prudnika swoim wyglądem zbliżony jest do herbu Českiego Krumlova. Oba miasta powstały w tym samym czasie, a ich właścicielem był Henryk z Rożemberka.

## Historia
Najstarszy wizerunek herbowy Prudnika pochodzi z woskowej pieczęci z dokumentu z 1399 roku, według którego rada miejska przyrzekła ofiarowanie 10 srebrnych marek na rzecz kaplicy św. Jadwigi przy kościele św. Michała Archanioła. Wizerunek ten przedstawiał mur miejski z bramą i dwoma wieżami po bokach, między którymi znajdował się orzeł, a nad nim równoramienny krzyż.
W 1607 roku cesarz rzymski narodu niemieckiego Rudolf II za okazaną mu wierność wzbogacił herb Prudnika i pozwolił dodać ponad dotychczasowym herbem srebrny szyszak i powtórzyć motyw murów pośrodku którego umieszczono złotego lwa czeskiego. Taki wizerunek herbu znajduje się w kościele parafialnym i na fontannie barokowej na Rynku.
Po II wojnie światowej używany był herb, który pomijał elementy nadane przez cesarza Rudolfa II.
W 1990 roku ustanowiono wzór zawierający elementy dodane do herbu przez Rudolfa II.

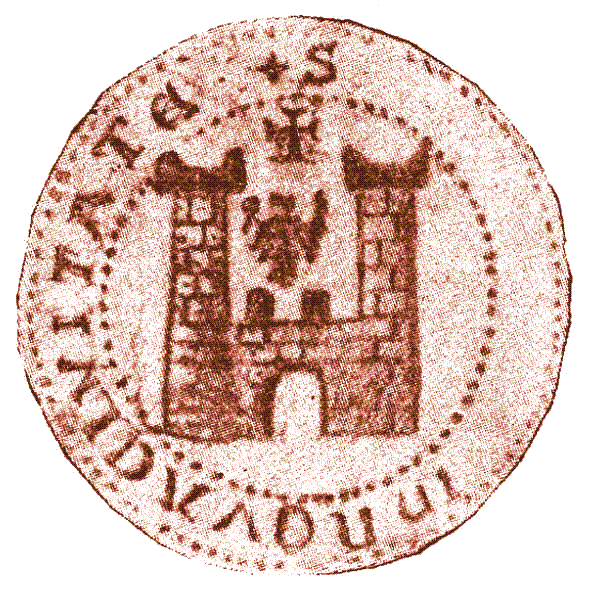
Pieczęć Prudnika z XIV wieku
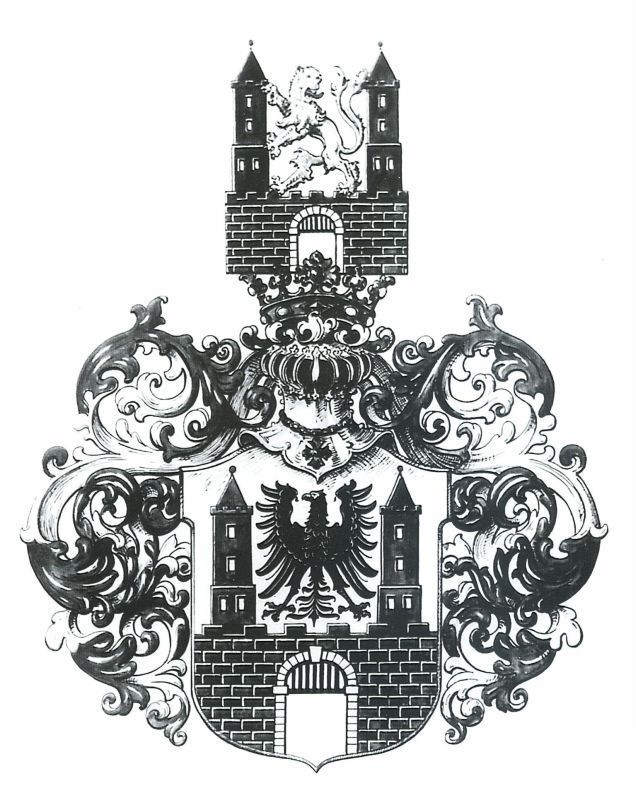
Herb Prudnika z 1607
Herb Prudnika używany w latach 1945–1990